# Peru (Illinois)
Pour les articles homonymes, voir Peru.
La ville de Peru est située dans le comté de LaSalle, dans l’État de l’Illinois, aux États-Unis. Sa population s’élevait à 10 295 habitants lors du recensement de 2010, estimée à 9 893 habitants en 2016.

## Histoire
Peru a été organisée en borough en 1838 et incorporée en tant que city le 13 mars 1851.

## Source
- (en) Cet article est partiellement ou en totalité issu de l’article de Wikipédia en anglais intitulé « Peru, Illinois » (voir la liste des auteurs).